# Стартовое окно

Космический аппарат
Земля
Марс

Стартовое окно — период времени, подходящий для запуска космической ракеты.
Простой запуск на орбиту может быть осуществлён практически в любое время. Но если важна временна́я привязка, или космический аппарат должен встретиться с другим небесным телом (естественным или искусственным), или войти в одну группировку с другими аппаратами, время запуска должно быть тщательно рассчитано. Если запуск ракеты по каким-то причинам не удалось осуществить во время стартового окна, приходится ожидать следующего.
Для полёта к другой планете по энергетически оптимальной траектории с наименьшим расходом топлива ракеты стартовое окно появляется периодически. Расположение Земли в момент старта ракеты совпадает с началом оптимальной траектории, а расположение планеты в момент подлёта к ней межпланетной станции должно совпадать с концом оптимальной траектории. Для энергетически оптимальной траектории угловая дальность (угол между лучами, проведёнными из центра Солнца в начальную и конечную точки траектории) равна 180 градусов.
Стартовое окно является периодическим в соответствии с периодом обращения целевой планеты относительно Земли (синодическим периодом). Если орбита не околоземная, надо учитывать ещё и вращение Земли округ оси.
Так, стартовое окно для встречи со спутником Земли или МКС — единицы секунд и повторяется в соответствии с периодом обращения спутника. Окна запуска межпланетных станций к Марсу длятся по 5 минут — 2 часа в течение нескольких дней (меньше месяца) и повторяются примерно через 780 суток, последний раз это случалось в сентябре-октябре 2022 года.
Если периодичность стартовых окон слишком велика (для полётов к кометам), приходится подбирать новую цель. Так, зонд «Розетта» изначально должен был лететь к комете 46P/Виртанена, но из-за сбоя двигателя полетел к 67P/Чурюмова — Герасименко.